# Vlag van Chakassië
De vlag van Chakassië bestaat uit drie horizontale banen in de kleuren (vanaf boven) blauw, wit en rood; aan de hijszijde is een groene verticale baan geplaatst met daarin een geel symbool. De vlag is in deze vorm in gebruik sinds 1 oktober 2003.
De kleuren van de drie horizontale banen zijn afgeleid van de vlag van Rusland. Groen is de kleur van de Chakassen, naar wie Chakassië is vernoemd. Het symbool is een gouden zon en het is een traditioneel symbool dat te vinden is op stenen beelden in de republiek. Dit symbool vertegenwoordigt het universum en eert de generaties Chakassen die in de regio hebben geleefd. Deze zon is pas sinds 1992 een symbool van Chakassië.
Groen is een traditionele kleur van Siberië en het feit dat het de drie banen verenigt, symboliseert de verbinding van de moderne Chakassen met hun verre voorouders. Het vertegenwoordigt ook het eeuwige leven, de kleur van de taiga, steppe en weiden, heropleving en de vriendschap en broederschap van de mensen. De kleuren van de horizontale strepen komen van de nationale vlag en benadrukken de rol van Chakassië als federaal onderdaan van de Russische Federatie.

## Historische vlaggen
Sinds 1992 heeft Chakassië drie vlaggen in gebruik gehad, die alle drie dezelfde opzet hadden: drie horizontale banen in de Russische kleuren rechts van een verticale groene baan met daarin een zon. In de vlag van 6 juni 1992 was deze zon zwart (met witte randen) en waren de Russische kleuren in de volgorde van de Russische vlag. Op 23 december 1993 werd de zon veranderd in een gele zon (met witte randen); de volgorde van de kleuren bleef hetzelfde. Op 1 oktober 2003 werd de volgorde van de kleuren aangepast, omdat de federale Russische overheid liever zag dat subnationale vlaggen niet dezelfde kleurvolgorde als de nationale vlag hadden. Daarnaast werden de witte randen vervangen door groene.